# So viel lebst du
In dem Film So viel lebst du thematisieren Nick Watts und Michael Dörfler das Thema des Ökologischen Fußabdruck durch den individuellen Konsums und den Verbrauch an Ressourcen.

## Handlung
Der Film behandelt verschiedene Fragen des Konsumverhaltens. Zum Beispiel „Wie viele Kilogramm Fleisch konsumieren wir von unserer Geburt bis zu unserem Tod?“ oder auch „Produziert jeder von uns tatsächlich im Schnitt fast 50 Tonnen Müll?“
Diese „Summen des menschlichen Lebens“ haben sie in einer Bilderreise durch das gesamte Leben umgesetzt. So sind zum Beispiel die Gesamtmengen an Milch und Äpfeln, die ein Mensch in seinem Leben statistisch konsumiert, bildlich dargestellt. Für den Film wurden in der Nacht vom 28. auf den 29. September 2008, 77000 Kaffeetassen vor dem Brandenburger Tor aufgestellt. Damit wurde visualisiert, wie viel Kaffee ein Deutscher im Schnitt in seinem Leben konsumiert.
Dazu waren zahlreiche Recherchen und Experten-Interviews mit Soziologen, Sexualforschern, Umweltaktivisten u. a. nötig.